# مدينة الخطيئة (فلم)
مدينة الخطيئة (Sin City) هو فيلم نوار، جريمة وإثارة أمريكي صدر في 2005 من كتابة، إنتاج وإخراج فرانك ميلر وروبرت رودريغز. مقتبس من رواية مصورة تحمل نفس الاسم لفرانك ميلر.
الفيلم من بطولة جيسيكا ألبا، روزاريو دوسن، جايمي كينغ، مايكل مادسن، كلايف أوين، ميكي رورك، بروس ويليس، بريتاني ميرفي، بينيشيو ديل تورو، كارلا جوجينو، راتغر هاور، نيك ستال، وإليجاه وود.
حقق الفيلم نجاحا كبيراً سواء على المستوى النقدي والتجاري، حيث أشاد مختلف النقاد بالفيلم وبالأخص عملية معالجة الألون الفريدة في الفيلم، والتي قدمت معظم أجزاء الفيلم بالأبيض والأسود ولكن احتفظت أو إضافة بعض الألوان إلى بعض الأجزاء المختارة. تم عرض الفيلم في مهرجان كان السينمائي 2005، حيث فاز بجائزة التقنية الكبرى لصياغته البصرية.

## القصة

### الزبون دائما على حق (الجزء الأول)
موظف المبيعات(جوش هارتينت)يسير في شرفة منزل صغير بيناما كانت العميلة(مارلى شيلتون) تنظر إلى المدينة.عرض عليها سيجارة وقال لها
انها تبدو كمن تعبت من الهروب وأنه سوف ينقذها.قبلها بعد ذلك قتلها وقال أنه لا يعرف من أي شئ كانت تهرب ولكنه سوف يصرف شيكها في الصباح.

### الاصفراللعين (الجزء الأول)
في أحواض مدينة الخطيئة، ضابط شرطة شريف مصاب بالشيخوخة جون هارتيجان(بروس ويلس)يحاول وقف مسلسل قاتل أطفال روارك جونيور(نيك ستال)من قتل فتاة عمرها 11عام نانسى كالاهان(مكينزي فيغا)، وجونيور ابن	غضو مجلس الشيوخ روارك الذي قام برشو الشرطة لتغطية جرائم ابنه، وبوب
شريك جون هارتيجان يحاول ان يبعده عن الأمر وهارتيجان قام بصفعه، وصل هارتيجان إلى الموستودع ووقد كان مصاب بأمراض القلب ورأى جونيور يمسك نانسى فقام جونيور باصابته في ذراعه واستطاع هارتيجان اصابته في اذنه وبعد ما تعافى بوب الذي اتضح أنه كان مرشو من قبل روراك جونيور قام بإصابة هارتيجان من الخلف وتركه وبعد ذلك سقطت نانسى باكية في حضن هارتيجان وقال هارتيجان ان موته هو تجارة عادلة لحياة الفتاة.

### الوداع الصعب
بعد قضاء مارف(مايكى روك) ليلة مع جولدى(جامى يونج) يستيقظ حتى يجدها ميتة ويهرب بسرعة من الشرطة حتى ينتقم لها، ويذهب للشرطية لوسيل(كارلا جوجينو)التي اطلقت سراحه من قبل وتحذره من القيام بمهمته وهي الانتقام من قتلة جولدى، مارف يستجوب عدة مخبرين، وذهب لقس فاسد ووضح له ان عائلة روراك وراء كل هذا قتله مارف بعد اهانته لجولدى وبعد ذلك مرأة شبيهة بجولدى تهجم عليه بسيارتها، بعد ذلك مارف يذهب إلى مزرعة آل رورك فيهاجمه مقاتل صامت وبعدها يجد مارف نفسه في دور سفلى ليجد لوسيل معه وبعدها عرف ان قاتل جولدى هو كيفين المقاتل الصامت(إليجاه وود)،استطاع مارف هو ولوسيل الاختباء عند مجيئ الشرطة قامت لوسيل بخيانة مارف وبعد ذلك قتلتها الشرطة وانتهز مارف الفرصة وقتل الشرطة، يكتشف مارف ان القس باترك هنرى رورك(راتغر هاور)شقيق عضو مجلس الشيوخ روارك هو من قام بذلك، يسير مارف في المدينة القديمة ويقابل اخت جولدى ويندى التي هاجمته بسيارتها من قبل حيث كانت تعتقد أنه وراء موت أختها اقنعها أنه ليس قاتل أختها بل أنه يسعى للانتام منه، بعد ذلك مارف يعود للمزرعة فيقتل كيفن ويواجه القس روارك وبعترف لمارف أنه شارك في قتل جولدى وأنه يقوم باكل للحوم العاهرات حتى يغزوا ارواحهم مارف يقتل القس روارك وبعد ذلك القى رجال الشرطة القبض على مارف، وهددوه بانهم سيقتلوا امه لياخذوا الاعتراف، بعد ذلك يحكم على مارف بالإعدام صعقا.

### المذبحة الكبيرة
شيلى (بريتاني ميرفي) وتعرضت للمضايقات من قبل صحبة صديقها السابق جاكي بوي(بينيشيو ديل تورو)،صديقها الحالى دوايت(كلايف أوين) يحذره بعنف ان يترك شيلى، جاكي بوي يهرب إلى البلدة القديمة ويتبعهم دوايت يراهم يقوموا بمضايقة بيكي(ألكسيس بلدل)عاهرة صغيرة، جاكي بوي يهدد بيكى بسلاح ومينهو(ديفون اوكي)تقوم بقتله وفي النهاية يكتشفوا ان جاكى بوى ملازم ومحقق وقتله قد يؤدى إلى عواقب حيث إذا علمت الشرطة بقتله سوف يقوموا بانهاء الهدنة مع العاهرات وستقوم العصابات بشن حرب على هذه المدينة، اقترح دوايت باخذ جثث الشرطة
و القائها في القطران، دوايت ياخذ الأجسام إلى القطران وهنا يهاجم من قبل مسترزقة من الجيش الجمهوري الأيرلندي الذي قام بتوظيفهم الغوغاء، بعد ذلك انقذته مينهو من الغرق في القطران واستطاعوا قتل المسترزقة، زعيم المسترزقة مانيوت (مايكل كلارك دانكن) يقوم بخطف جايل(روزاريو دوسن)و اتضح ان بيكى قد خانت مجموعتها بسبب المال، بعدها ظهر دوايت ليعقد صفقة مع مانيوت هي تبادل رأس جاكى بوى بجايل فاعطاه رأس جاكى بوى التي كانت تحتوى على متفجرات وقام دوايت بتفجيرها وهي في يد مانيوت وامطروا عصابته بالرصاص.

### الأصفر اللعين (الجزء الثاني)
هارتيجان يتعافى في مستشفى عندما بلغه السيناتور روارك أن جونيور في غيبوبة وسوف تنسب جرائم جونيور لهارتيجان
رفض هارتيجان الاعتراف فدخل السجن وكانت نانسى ترسل له جواب كل أسبوع بعد ثمانية أعوام توقفت الجوابات
و أرسل له اصبع، فقرر هارتيجان ان يعترف بارتكابه الجرائم واطلق سراحه بشروط خرج للبحث عن نانسى ولا يدرى ان الرجل الأصفر يتبع خطواطه، وجد هارتيجان نانسى في نادى تعرى وأدرك أنه تم استدراكه لهذا المكان ليقود الرجل الأصفر لنانسى، اختبئ هارتيجان ونانسى في فندق اتضح ان الرجل الصفر هو جونيور ويريد الانتقام من هارتيجان فيقوم باختطاف نانسى، فيتبعه هارتيجان ويقتله، مدرك ان روارك عضو مجلس الشيوخ سيبحث عنه ليصطاده لذا يقوم هارتيجان بالانتحار حتى يحمى نانسى ثانية

### الزبون دائما على حق (الجزء الثاني)
المصابة بيكى تغادر المستشفى تتكلم مع امهافى المصعد تقابل رجل المبيعات مرتدى زى طبيب ويعرض عليها سيجارة

## وصلات خارجية
- الموقع الرسمي
- مدينة الخطيئة على موقع IMDb (الإنجليزية)
- مدينة الخطيئة على موقع ميتاكريتيك (الإنجليزية)
- مدينة الخطيئة على موقع الموسوعة البريطانية (الإنجليزية)
- مدينة الخطيئة على موقع روتن توميتوز (الإنجليزية)
- مدينة الخطيئة على موقع نتفليكس (الإنجليزية)
- مدينة الخطيئة على موقع قاعدة بيانات الأفلام العربية
- مدينة الخطيئة على موقع ألو سيني (الفرنسية)
- مدينة الخطيئة على موقع Turner Classic Movies (الإنجليزية)
- مدينة الخطيئة على موقع أول موفي (الإنجليزية)
- مدينة الخطيئة على موقع بوكس أوفيس موجو (الإنجليزية)